# 364 (numero)
Trecentosessantaquattro (364) è il numero naturale dopo il 363 e prima del 365.

## Proprietà matematiche
- È un numero pari.
- È un numero composto con 12 divisori: 1, 2, 4, 7, 13, 14, 26, 28, 52, 91, 182, 364. Poiché la somma dei divisori (escluso il numero stesso) è 420 > 364, è un numero abbondante.
- È un numero di Harshad (in base 10), cioè è divisibile per la somma delle sue cifre.
- È il 12° numero tetraedrico.
- È un numero palindromo e un numero a cifra ripetuta nel sistema di numerazione posizionale a base 3 (111111) e in quello a base 9 (444).
- È un numero pratico.
- È un numero nontotiente (per cui la equazione φ(x) = n non ha soluzione).
- È somma delle prime 6 potenze di 3: {\displaystyle 364=3^{0}+3^{1}+3^{2}+3^{3}+3^{4}+3^{5}}
- È parte delle terne pitagoriche (27, 364, 365), (140, 336, 364), (240, 364, 436), (364, 585, 689), (364, 627, 725), (364, 1155, 1211), (364, 1248, 1300), (364, 2352, 2380), (364, 2535, 2561), (364, 4725, 4739), (364, 8277, 8285), (364, 16560, 16564), (364, 33123, 33125).

## Astronomia
- 364P/PANSTARRS è una cometa periodica del sistema solare.
- 364 Isara è un asteroide della fascia principale del sistema solare.

## Astronautica
- Cosmos 364 è un satellite artificiale russo.